# 青瓜酸乳酪醬汁
青瓜酸乳酪醬汁（土耳其語：cacık；[dzaˈdziki]或[dʒaˈdʒiki]，拉丁字母写作Tzatziki或tzadziki）。直译为塔查吉基（希臘語：τζατζίκι）是希臘飲食文化中的一種醬料。是一種源於奥斯曼帝国的點醬，利用了青瓜（小黃瓜）及以羊奶（綿羊奶或山羊奶）製成的酸乳酪（脫乳清酸奶）來做，常見於前菜，被認為是一種可替代蛋黃醬的健康選擇，可以用來塗麵包（包括皮塔餅）。
塔查吉基通常由希臘式優格和黃瓜、大蒜、鹽、橄欖油, 紅酒醋和蒔蘿製成。美國式塔查吉基還可能加入檸檬汁、薄荷或香菜。和塔查吉基做法類似的菜餚有優酪乳湯。

## 變化

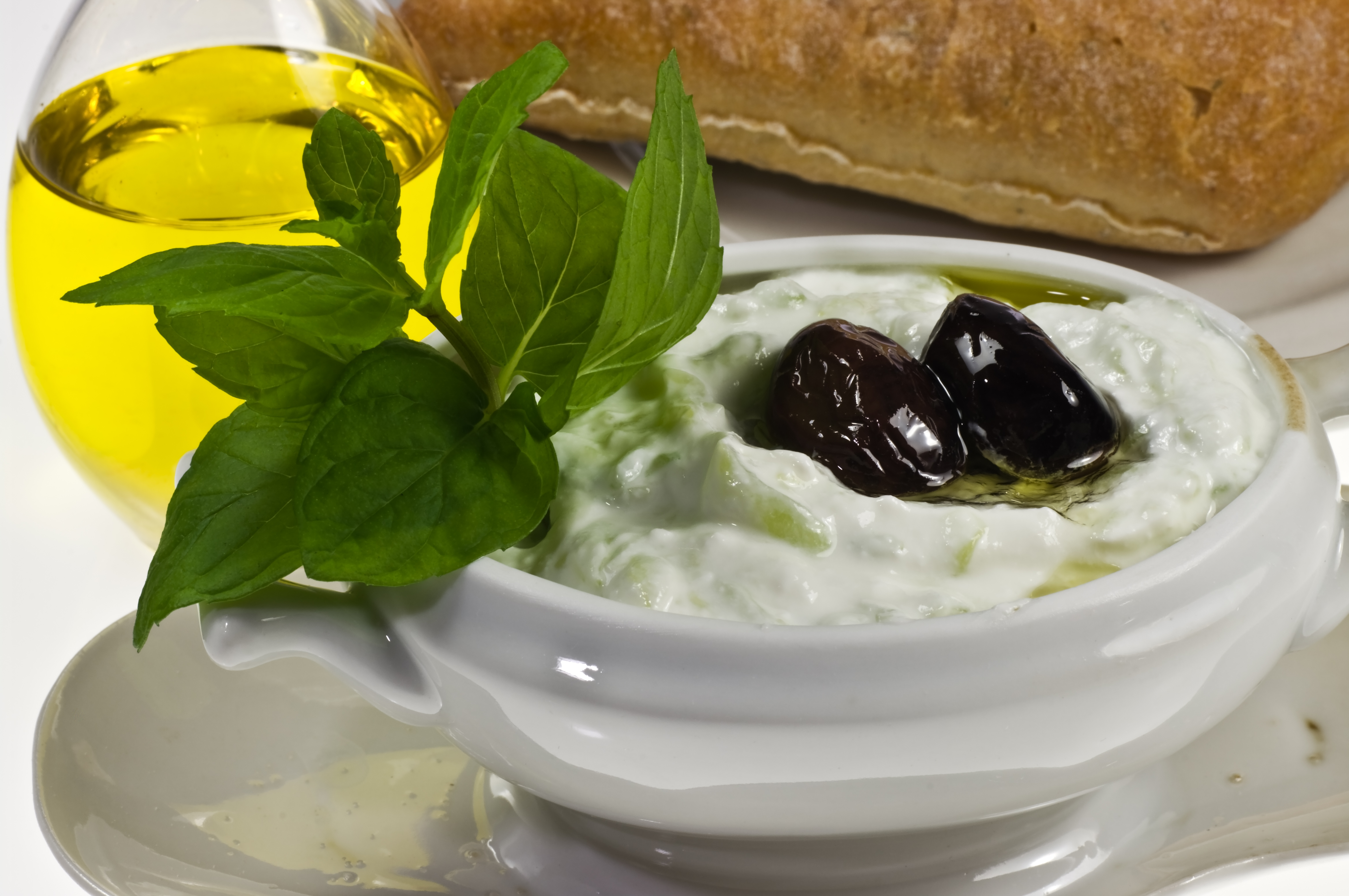
Tzatziki

原裝希臘式的醬汁比較稠，可直接當作前菜。土耳其式醬汁比較稀，有時還加入了辣椒粉。他們主要用來為肉類調味，所以在土耳其烤肉或羊肉飯之類都可嘗到，但亦有用來作沙律的沙律醬或煮成湯。材料方面，土耳其式只用山半奶製成的酸乳酪，而薄荷則用捏碎的乾薄荷菜，而非新鮮的。不過，當土耳其式的醬汁用作前菜時，也會把濃度變得跟希臘式一樣的稠，但成份依然保持地方特色。
在塞浦路斯，這種醬汁有另一個名字，叫作talattouri（源自tarator），而其成份亦相對希臘式的用了較多的薄荷和較少的蒜。